# NGC 2456
NGC 2456 este o galaxie eliptică situată în constelația Linxul. A fost descoperită în 10 februarie 1831 de către John Herschel. Se află la o distanță de 106,26 megaparseci de Pământ.